# Félix Cardona Puig

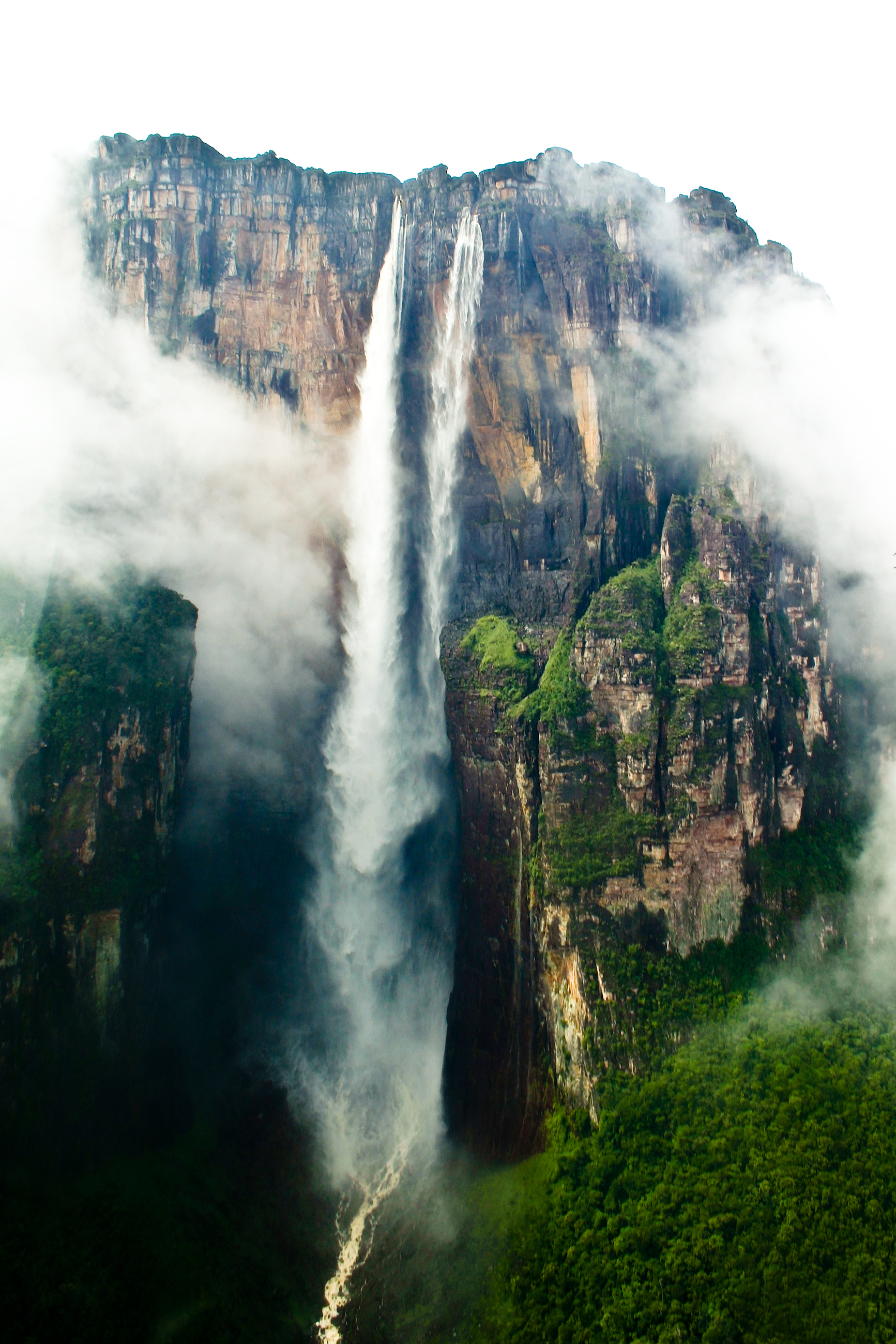
El Salto Ángel

Félix Cardona Puig (Malgrat de Mar, Barcelona, 3 de febrero de 1903 - Caracas, 5 de diciembre de 1982) fue un explorador español de la Guayana venezolana.

## Biografía
Hijo de Félix Cardona y Paradeda y Josefa Puig y Comas. Estudió en el internado de El Collell y más tarde en la Escuela Náutica de Barcelona. Acabó los estudios el 1922 y se enroló en un barco. En un viaje de prácticas se quedó en Venezuela por su interés en las exploraciones. Más tarde, volvió a Malgrat de Mar y montó una fábrica textil pero tuvo que huir a Venezuela por problemas económicos.
Realizó varias expediciones y vivió mucho tiempo con los indígenas. Junto con Juan María Mundó Freixas, organizó una expedición por el sureste de Venezuela que partió de San Pedro de las Bocas, remontando los ríos Caroni y Caruao hasta llegar al macizo del Auyantepuy, descubriendo la cascada conocidas hoy en día cono el Salto Ángel (en honor a Jimmy Angel), que en la lengua indígena se denomina Kerepakupai Vena. Esta cascada tiene 907 metros de altura y es la más alta del mundo con flujo constante de agua.
El 25 de enero de 1932 se casó con Carlot Votti ("Loti"), de Dresde (Alemania). En 1937 acompañó a Jimmy Angel sobrevolando el Kerepakupai Vena que este último intentó aterrizar en lo alto. La avioneta se estrelló, pero no murió y Fèlix Cardona, que se había quedado en tierra, ayudó a su rescate. En año 1946 fue designado Explorador Botánico de la Dirección de fronteras del Ministerio de Relaciones Interiores de Venezuela. Muchas especies vegetales e incluso algunas de animales llevan su nombre, ya que fueron descubiertas por él. Contribuyó en gran manera a la elaboración de mapas de Venezuela e hizo grandes descubrimientos, entre los que se puede contar el del salto de agua más alto del mundo (que muchas veces se atribuye erróneamente a Jimmy Ángel). Murió en Caracas en 1982.